# ГЕС Daecheong
ГЕС Daecheong — гідроелектростанція в Південній Кореї. Розташовуючись після ГЕС Yongdam (24,4 МВт), утворює нижній ступінь каскаду на річці Кимган (Geumgang), яка на західному узбережжі півострова впадає до Жовтого моря біля міста Кунсан.
У межах проєкту річку перекрили бетонною гравітаційною греблею висотою 79 метрів та довжиною 495 метрів. Разом з трьома допоміжними дамбами вона утримує водосховище з площею поверхні 72,8 км2 та об'ємом 1490 млн м3 (корисний об'єм 790 млн м3), в якому припустиме коливання рівня в операційному режимі між позначками 60 та 72 метри НРМ (у випадку повені останній показник може зростати до 77 метрів НРМ).
Пригреблевий машинний зал обладнали двома турбінами типу Френсіс потужністю по 45 МВт, які при напорі у 39 метрів забезпечують виробництво 240 млн кВт·год електроенергії на рік.
Відпрацьована вода повертається в річку, на якій дещо нижче споруджена регулююча гребля висотою 17 метрів та довжиною 234 метри, яка утримує невелике водосховище з корисним об'ємом 3,8 млн м3.
Окрім виробництва електроенергії, гідрокомплекс забезпечує водопостачання промисловості та населення в обсягах 1,65 млрд м3 на рік (ще 0,35 млрд м3 спрямовується на зрошення). Крім того, водосховище виконує протиповеневу функцію.